# Saint-Clémentin
Saint-Clémentin és un municipi delegat francès, situat al departament de Deux-Sèvres i a la regió de Aquitània - Llemosí - Poitou-Charentes. L'any 2007 tenia 554 habitants.
L'1 de gener de 2013, va fusionar amb el Voultegon i formar el municipi nouVoulmentin.

## Demografia

### Població
El 2007 la població de fet de Saint-Clémentin era de 554 persones. Hi havia 207 famílies de les quals 50 eren unipersonals (29 homes vivint sols i 21 dones vivint soles), 62 parelles sense fills, 83 parelles amb fills i 12 famílies monoparentals amb fills.
La població ha evolucionat segons el següent gràfic:
Habitants censats

### Habitatges
El 2007 hi havia 250 habitatges, 212 eren l'habitatge principal de la família, 21 eren segones residències i 17 estaven desocupats. 238 eren cases i 12 eren apartaments. Dels 212 habitatges principals, 146 estaven ocupats pels seus propietaris, 62 estaven llogats i ocupats pels llogaters i 3 estaven cedits a títol gratuït; 7 tenien dues cambres, 24 en tenien tres, 51 en tenien quatre i 130 en tenien cinc o més. 166 habitatges disposaven pel capbaix d'una plaça de pàrquing. A 84 habitatges hi havia un automòbil i a 107 n'hi havia dos o més.

### Piràmide de població
La piràmide de població per edats i sexe el 2009 era:
| Homes | Edats   | Dones |
| ----- | ------- | ----- |
| 0     | 95 o +  | 0     |
| 0     | 90 a 94 | 8     |
| 0     | 85 a 89 | 8     |
| 0     | 80 a 84 | 0     |
| 8     | 75 a 79 | 12    |
| 0     | 70 a 74 | 8     |
| 24    | 65 a 69 | 24    |
| 8     | 60 a 64 | 20    |
| 4     | 55 a 59 | 0     |
| 8     | 50 a 54 | 8     |
| 20    | 45 a 49 | 16    |
| 24    | 40 a 44 | 16    |
| 12    | 35 a 39 | 8     |
| 28    | 30 a 34 | 20    |
| 16    | 25 a 29 | 12    |
| 16    | 20 a 24 | 28    |
| 36    | 15 a 19 | 8     |
| 28    | 10 a 14 | 16    |
| 24    | 5 a 9   | 12    |
| 12    | 0 a 4   | 8     |

## Economia
El 2007 la població en edat de treballar era de 345 persones, 264 eren actives i 81 eren inactives. De les 264 persones actives 234 estaven ocupades (141 homes i 93 dones) i 30 estaven aturades (10 homes i 20 dones). De les 81 persones inactives 26 estaven jubilades, 27 estaven estudiant i 28 estaven classificades com a «altres inactius».

### Ingressos
El 2009 a Saint-Clémentin hi havia 212 unitats fiscals que integraven 520 persones, la mediana anual d'ingressos fiscals per persona era de 14.999 €.

### Activitats econòmiques
Dels 12 establiments que hi havia el 2007, 2 eren d'empreses alimentàries, 1 d'una empresa de fabricació d'altres productes industrials, 3 d'empreses de construcció, 1 d'una empresa de comerç i reparació d'automòbils, 3 d'empreses d'hostatgeria i restauració, 1 d'una empresa de serveis i 1 d'una entitat de l'administració pública.
Dels 3 establiments de servei als particulars que hi havia el 2009, 1 era un paleta, 1 guixaire pintor i 1 restaurant.
L'únic establiment comercial que hi havia el 2009 era una fleca.
L'any 2000 a Saint-Clémentin hi havia 24 explotacions agrícoles que ocupaven un total de 1.280 hectàrees.

## Equipaments sanitaris i escolars
El 2009 hi havia una escola elemental.

## Poblacions més properes
El següent diagrama mostra les poblacions més properes.